# Wangenheimia
Wangenheimia é um género botânico pertencente à família Poaceae.